# Zwitserland op de Olympische Winterspelen 1980
Tijdens de Olympische Winterspelen van 1980, die in Lake Placid (Verenigde Staten) werden gehouden, nam Zwitserland voor de dertiende keer deel.

## Medailleoverzicht
| Sport       | Olympiër                                         | Discipline    | Medaille |
| ----------- | ------------------------------------------------ | ------------- | -------- |
| Bobsleeën   | Erich Schärer Josef Benz                         | 2-mansbob (m) | Goud     |
| Bobsleeën   | Erich Schärer Ueli Bächli Ruedi Marti Josef Benz | 4-mansbob (m) | Zilver   |
| Alpineskiën | Jacques Lüthy                                    | slalom (m)    | Brons    |
| Alpineskiën | Erika Hess                                       | slalom (v)    | Brons    |
| Alpineskiën | Marie-Theres Nadig                               | afdaling (v)  | Brons    |

## Deelnemers en resultaten

### Alpineskiën
| Olympiër                 | Discipline       | Resultaat | Prestatie                       |
| ------------------------ | ---------------- | --------- | ------------------------------- |
| Toni Bürgler             | afdaling (m)     | dnf       | opgave                          |
| Jean-Luc Fournier        | reuzenslalom (m) | dnf-1     | opgave run 1                    |
| Jean-Luc Fournier        | slalom (m)       | 23e       | 1.53,48 (+9,22) 58,95+54,53     |
| Joël Gaspoz              | reuzenslalom (m) | 7e        | 2.43,05 (+2,31) 1.21,10+1.21,95 |
| Joël Gaspoz              | slalom (m)       | dnf-1     | opgave run 1                    |
| Erwin Josi               | afdaling (m)     | 24e       | 1.50,03 (+4,53)                 |
| Peter Lüscher            | reuzenslalom (m) | dnf-1     | opgave run 1                    |
| Peter Lüscher            | slalom (m)       | dnf-1     | opgave run 1                    |
| Jacques Lüthy            | reuzenslalom (m) | 5e        | 2.42,75 (+2,01) 1.21,55+1.21,20 |
| Jacques Lüthy            | slalom (m)       | Brons     | 1.45,06 (+0,80) 53,70+51,36     |
| Peter Müller             | afdaling (m)     | 4e        | 1.46,75 (+1,25)                 |
| Urs Räber                | afdaling (m)     | 18e       | 1.49,16 (+3,66)                 |
| Annemarie Bischofsberger | afdaling (v)     | 20e       | 1.41,93 (+4,41)                 |
| Doris de Agostini        | afdaling (v)     | 17e       | 1.41,26 (+3,74)                 |
| Erika Hess               | reuzenslalom (v) | dnf-2     | opgave run 2                    |
| Erika Hess               | slalom (v)       | Brons     | 1.27,89 (+2,80) 43,50+44,39     |
| Marie-Theres Nadig       | afdaling (v)     | Brons     | 1.38,36 (+0,84)                 |
| Marie-Theres Nadig       | reuzenslalom (v) | dnf-1     | opgave run 1                    |
| Marie-Theres Nadig       | slalom (v)       | dnf-1     | opgave run 1                    |
| Brigitte Nansoz          | reuzenslalom (v) | 16e       | 2.48,20 (+6,54) 1.18,09+1.30,11 |
| Brigitte Nansoz          | slalom (v)       | dnf-2     | opgave run 2                    |
| Bernadette Zurbriggen    | afdaling (v)     | 11e       | 1.40,74 (+3,22)                 |

### Biatlon
| Olympiër      | Discipline | Resultaat | Prestatie                                       |
| ------------- | ---------- | --------- | ----------------------------------------------- |
| Urs Brechbühl | 10 km (m)  | 30e       | 36.32,66 (+4.21,97) pen.: 4 (2 / 2)             |
| Urs Brechbühl | 20 km (m)  | 34e       | 1:19.59,13 (+11.42,82) pen.: 8 (1 / 2 / 0 / 5)  |
| Roland Burn   | 10 km (m)  | 32e       | 36.52,35 (+4.41,66) pen.: 5 (1 / 4)             |
| Roland Burn   | 20 km (m)  | 37e       | 1:21.12,97 (+12.56,66) pen.: 11 (0 / 4 / 1 / 6) |

### Bobsleeën
| Olympiër                                                       | Discipline                   | Resultaat | Prestatie                                               |
| -------------------------------------------------------------- | ---------------------------- | --------- | ------------------------------------------------------- |
| Hans Hiltebrand Walter Rahm                                    | 2-mansbob (m) Zwitserland I  | 4e        | 4.11,32 (+1,96) (1.02,37 / 1.02,96 / 1.03,35 / 1.02,64) |
| Erich Schärer Josef Benz                                       | 2-mansbob (m) Zwitserland II | Goud      | 4.09,36 (1.01,87 / 1.02,76 / 1.02,29 / 1.02,44)         |
| Erich Schärer Ueli Bächli Ruedi Marti Josef Benz               | 4-mansbob (m) Zwitserland I  | Zilver    | 4.00,87 (+0,95) (1.00,31 / 1.00,41 / 1.00,02 / 1.00,13) |
| Hans Hiltebrand Ulrich Schindler Walter Rahm Armin Baumgartner | 4-mansbob (m) Zwitserland II | 6e        | 4.03,69 (+3,77) (1.01,13 / 1.01,00 / 1.00,54 / 1.01,02) |

### Kunstrijden
| Olympiër         | Discipline | Resultaat | Prestatie               |
| ---------------- | ---------- | --------- | ----------------------- |
| Denise Biellmann | vrouwen    | 4e        | pc. 43,0; 180,1 punten  |
| Danielle Rieder  | vrouwen    | 14e       | pc. 125,0; 165,5 punten |

### Langlaufen
| Olympiër                                                         | Discipline            | Resultaat | Prestatie                                                         |
| ---------------------------------------------------------------- | --------------------- | --------- | ----------------------------------------------------------------- |
| Gaudenz Ambühl                                                   | 30 km (m)             | 24e       | 1:32.06,20 (+5.03,40)                                             |
| Gaudenz Ambühl                                                   | 50 km (m)             | dnf       | opgave                                                            |
| Heinz Gähler                                                     | 30 km (m)             | 29e       | 1:33.43,68 (+6.40,88)                                             |
| Heinz Gähler                                                     | 50 km (m)             | 14e       | 2:35.11,20 (+7.46,60)                                             |
| Konrad Hallenbarter                                              | 15 km (m)             | 29e       | 44.42,12 (+2.44,49)                                               |
| Konrad Hallenbarter                                              | 50 km (m)             | dnf       | opgave                                                            |
| Eduard Hauser                                                    | 30 km (m)             | 15e       | 1:31.20,09 (+4.17,29)                                             |
| Francis Jacot                                                    | 30 km (m)             | 42e       | 1:36.50,46 (+9.47,66)                                             |
| Hansüli Kreuzer                                                  | 15 km (m)             | 32e       | 44.44,66 (+2.47,03)                                               |
| Franz Renggli                                                    | 15 km (m)             | 27e       | 44.38,66 (+2.41,03)                                               |
| Franz Renggli                                                    | 50 km (m)             | 10e       | 2:33.27,56 (+6.02,96)                                             |
| Alfred Schindler                                                 | 15 km (m)             | 35e       | 44.52,93 (+2.55,30)                                               |
| Hansüli Kreuzer Konrad Hallenbarter Eduard Hauser Gaudenz Ambühl | 4x10 km estafette (m) | 7e        | 2:03.36,57 (+6.33,11) (30.37,34 / 30.51,73 / 31.45,12 / 30.22,38) |
| Evi Kratzer                                                      | 5 km (v)              | 23e       | 16.14,34 (+1.07,42)                                               |
| Evi Kratzer                                                      | 10 km (v)             | 27e       | 33.03,65 (+2.32,11)                                               |
| Cornelia Thomas                                                  | 5 km (v)              | 34e       | 16.43,85 (+1.36,93)                                               |
| Cornelia Thomas                                                  | 10 km (v)             | 36e       | 33.57,94 (+3.26,40)                                               |

### Noordse combinatie
| Olympiër          | Discipline | Resultaat | Prestatie                                                                                             |
| ----------------- | ---------- | --------- | --- |
| Karl Lustenberger | mannen     | 6e        | 412,21 punten schans: 212,7 p 104,4 (77,0 m)+108,3 (83,0 m)+103,3 (80,0 m) 15 km: 199,51 p (50.01,01) |
| Ernst Beetschen   | mannen     | 21e       | 368,60 punten schans: 170,3 p 72,3 (63,5 m)+87,3 (73,0 m)+83,0 (72,0 m) 15 km: 198,30 p (50.09,02)    |

### Rodelen
| Olympiër      | Discipline | Resultaat | Prestatie                                             |
| ------------- | ---------- | --------- | ----------------------------------------------------- |
| Markus Kägi   | mannen     | dns-3     | niet gestart run 3 (43,802 / 1.24,301 / niet gestart) |
| Ueli Schenkel | mannen     | dnf-1     | opgave run 1                                          |

### Schaatsen
| Olympiër       | Discipline | Resultaat | Prestatie       |
| -------------- | ---------- | --------- | --------------- |
| Silvia Brunner | 500 m (v)  | 13e       | 43,72 (+1,94)   |
| Silvia Brunner | 1000 m (v) | 29e       | 1.31,79 (+7,69) |

### Schansspringen
| Olympiër          | Discipline         | Resultaat | Prestatie                                            |
| ----------------- | ------------------ | --------- | ---------------------------------------------------- |
| Paul Egloff       | normale schans (m) | 43e       | 171,7 punten 80,2 p. (65,0 m) + 91,5 p. (70,5 m)     |
| Paul Egloff       | grote schans (m)   | 47e       | 167,2 punten 87,8 p. (91,5 m) + 79,4 p. (88,0 m)     |
| Karl Lustenberger | grote schans (m)   | 30e       | 203,1 punten 104,4 p. (98,0 m) + 98,7 p. (95,0 m)    |
| Robert Mösching   | normale schans (m) | 37e       | 192,6 punten 97,6 p. (74,0 m) + 95,0 p. (73,0 m)     |
| Robert Mösching   | grote schans (m)   | 17e       | 222,5 punten 118,4 p. (108,0 m) + 104,1 p. (98,5 m)  |
| Hans-Jörg Sumi    | normale schans (m) | 9e        | 242,6 punten 117,5 p. (83,0 m) + 125,1 p. (86,5 m)   |
| Hans-Jörg Sumi    | grote schans (m)   | 7e        | 242,7 punten 135,0 p. (117,0 m) + 107,7 p. (100,0 m) |

Andorra · Argentinië · Australië · België · Bolivia · Bondsrepubliek Duitsland · Bulgarije · Canada · China · Costa Rica · Cyprus · Duitse Democratische Republiek · Finland · Frankrijk · Griekenland · Groot-Brittannië · Hongarije · IJsland · Italië · Japan · Joegoslavië · Libanon · Liechtenstein · Mongolië · Nederland · Nieuw-Zeeland · Noorwegen · Oostenrijk · Polen · Roemenië · Sovjet-Unie · Spanje · Tsjecho-Slowakije · Verenigde Staten · Zuid-Korea · Zweden · Zwitserland